# Pyxidiophora grovei
Pyxidiophora grovei är en svampart som först beskrevs av D. Hawksw. & J. Webster, och fick sitt nu gällande namn av N. Lundq. 1980. Pyxidiophora grovei ingår i släktet Pyxidiophora och familjen Pyxidiophoraceae.  Arten är reproducerande i Sverige. Inga underarter finns listade i Catalogue of Life.